# 曾肇嘉
曾肇嘉，字銓初，贵州贵阳人，清朝官员，同進士出身。
光緒二十九年（1903年）癸卯科進士，三甲八十二名，同年閏五月，著交吏部掣签分发各省，以知县即用。历官山西聞喜、介休、太谷知縣。